# 十和田市現代美術館
十和田市現代美術館（とわだしげんだいびじゅつかん、Towada Art Center）とは、青森県十和田市に所在する現代美術館。十和田市が推進するアートによるまちづくりプロジェクト、Arts Towada（アーツ・トワダ）の拠点施設として2008年4月26日に開館した。十和田市官庁街通り（別名：駒街道）に位置する。

## 解説
ひとつの作品に対して、独立したひとつの展示室が与えられ、これらをガラスの通路で繋ぐという構成により、美術館自体がひとつの街のように見える外観をつくり出しており、来館者は街の中を巡るように個々の展示室を巡り、作品を見ることができるというユニークなものとなっている。また、一部の展示室には大きなガラスの開口が設けられ、アート作品が街に対して展示されているかのような開放的な空間構成を持ち、まちづくりプロジェクトの拠点施設としてつくられた特徴ある美術館となっている。
人口約6万6千人の十和田市において、開館後わずか4日で入館者1万人を突破し、開館から6年目の2014年8月には累計100万人の入館者数を突破した。2012年4月より運営企画に指定管理者制度を導入している。
青森県内の美術館5館で構成する「AOMORI GOKAN」の一つである。

## 収蔵作品
十和田市現代美術館には、現代美術の分野で活躍する国内外のアーティスト33組による38の常設作品が、美術館の展示室の中だけでなく、敷地内さまざまな場所に展示されている。これらはこの美術館のために新たに作られたコミッションワークで、その殆どが大型のインスタレーション作品となっている。
常設作品（パーマネント・コレクション）
- アナ・ラウラ・アラエズ（スペイン）
- エルヴィン・ヴルム（オーストリア）
- インゲス・イデー（ドイツ）
- オノ・ヨーコ（日本）
- 草間彌生（日本）
- キム・チャンギョム（韓国）
- 栗林隆（日本）
- 近藤哲雄（日本）
- ジェニファー・スタインカンプ（アメリカ）
- ジム・ランビー（イギリス）
- ジャウメ・プレンサ（スペイン）
- スゥ・ドーホー（韓国）
- 高橋匡太（日本）
- チェ・ジョンファ（韓国）
- 椿昇（日本）
- トマス・サラセーノ（アルゼンチン）
- 奈良美智（日本）
- ハンス・オプ・デ・ビーク（ベルギー）
- 日高恵理香（日本）
- フェデリコ・エレーロ（コスタリカ）
- ポール・モリソン（イギリス）
- ボッレ・セートレ（ノルウェイ）
- マイケル・リン（台湾）
- マイダー・ロペス （スペイン）
- マウントフジアーキテクツスタジオ（日本）
- マリール・ノイデッカー（ドイツ）
- 森北伸（日本）
- ライラ・ジュマ・A・ラシッド（アラブ首長国連邦）
- リュウ・ジァンファ（中国）
- ロン・ミュエク（オーストラリア）
- 山極満博（日本）
- 山本修路（日本）
- R&Sie(n)（フランス）

開館記念展として「オノ・ヨーコ　入口」展を開催。

## 建築
- 設計者 - 西沢立衛建築設計事務所
- 敷地面積 -　4358.46m2
- 建築面積 -　1685.73m2
- 延床面積 -　2078.38m2
- 構造 - 鉄骨造
- 工事期間 - 2006年6月〜2008年3月

北原啓司（弘前大学教授）が選定委員長を務めた設計者選定プロポーザルにおいて、西沢立衛、アトリエ・ワン、乾久美子、藤本壮介、ヨコミゾマコトの若手建築家5氏を指名。審査の結果、まちづくりプロジェクトの拠点施設として、まちとの繋がりや屋外への開放的な連続性などを提示しながら「アート作品のための家」というコンセプトにて設計案を提示した西沢立衛が最優秀となった。
建物は、常設作品のための展示スペースに加え、中庭、屋外イベントスペース、企画展示室、市民活動スペース、カフェ・休憩スペースなどから構成されている。

### 事業費
事業費の90%以上に相当する22億8400万円は、青森県が抱える六ヶ所村核燃料再処理施設や放射性廃棄物管理施設から得られる電源三法交付金で賄われており、十和田市側も交付金がなければ建設が不可能だったことを認めている。

## アクセス
- 十鉄バス：官庁街乗り入れ路線（十和田湖（休屋）行・焼山行・喜多見町行・赤伏行<一部>・芦沢行・大下内行・夏間木行）：「十和田市現代美術館前」バス停下車
- それ以外（十鉄バス：（特急）日の出町経由三本木営業所行・八戸（三日町）行など、及び、南部バス：五戸行）：「十和田市中央」バス停下車後、徒歩約5分
- JR東日本・青い森鉄道：八戸駅西口より、JRバス東北「おいらせ号」十和田湖行：「十和田市現代美術館」バス停下車
- 東北新幹線：七戸十和田駅南口より、十鉄バス：「十和田市現代美術館」バス停下車

## 主な関係者

### 館長
- 高屋昌幸 館長（2011 - 2012）
- 藤浩志 副館長（2012 - 2014）、館長（2014 - 2016）
- 小池一子 館長（2016 - 2020）
- 児島やよい 副館長（2016 - 2018）
- 鷲田めるろ 館長（2020 - 2025）
- 四方幸子 館長（2025 - ）

### 学芸員
- 金澤韻 学芸員（2017 - 2020）
- 中川千恵子 アシスタント・キュレーター（2019 - ）